# Sigh
A Sigh (jelentése: sóhaj, japánul: サイ) japán metal együttes. Black metal zenekarként kezdték karrierjüket, zenéjükre ekkor az északi black metal együttesek hatottak. Második lemezükkel kezdve áttértek az avantgárd metal, szimfonikus metal és progresszív metal műfajokra, miközben a black metal hatások továbbra is megmaradtak. 1989-ben alakultak Tokióban, "Ultra Death" néven. Lemezeiket a Deathlike Silence Productions, Cacophonous Records, Candlelight Records, The End Records kiadók jelentetik meg. Későbbi albumaikon több zenei hatás is megfordul, a cirkuszi zenétől kezdve az avantgárd metal műfajig. Ezek az albumok változatos hangzásvilággal rendelkeznek, hiszen a black metal ének közben elektronikus, "sima" rock vagy éppenséggel country/funk jellegű zene is hallható. A zenekar későbbi lemezein jelentősek még az egyperces klasszikus zene ihletettségű instrumentális számok is. Különlegesség, hogy diszkográfiájukban az albumaik kezdőbetűi a "Sigh" szó betűivel kezdődnek (Scorn Defeat, Infidel Art, Ghastly Funeral Theatre, Hail Horror Hail, és így tovább)

## Tagok
- Mirai Kawashima (japánul: 川嶋未来) – ének, billentyűk, sample, programozás (1989–), basszusgitár (1989–2004), ütős hangszerek (2004-)
- Satoshi Fujinami (japánul: 藤波聡) – basszusgitár (2004–), gitár (1989–1992, 2008, 2015), dob (1992–2004, 2008, 2015)
- Junichi Harashima (japánul: 原島淳一) – dob (2004–)
- Dr. Mikannibal (Mika Kawashima, japánul: 中島 美嘉) – alto szaxofon, ének (2007–)
- You Oshima (japánul: 大島雄一) – gitár (2014–)

Korábbi tagok
- Kazuki Ozeki (japánul: 尾関和樹) – dob (1989)
- Shinichi Ishikawa (japánul: 石川慎一) – gitár (1992–2014)

## Diszkográfia

### Stúdióalbumok
- Scorn Defeat (1993)
- Infidel Art (1995)
- Hail Horror Hail (1997)
- Scenario IV: Dread Dreams (1999)
- Imaginary Sonicscape (2001)
- Gallows Gallery (2005)
- Hangman's Hymn (2007)
- Scenes from Hell (2010)
- In Somniphobia (2012)
- Graveward (2015)
- Heir to Despair (2018)

## Egyéb kiadványok
EP-k
- Requiem for Fools (1992)
- Ghastly Funeral Theatre (japánul: 葬式劇場, 1997)
- A Tribute to Venom (2008)
- The Curse of Izanagi (2010)

Demók
- Desolation (1990)
- Tragedies (1990)